# Liêu Trai (phim truyền hình 2005)
Liêu Trai (giản thể: 聊斋; phồn thể: 聊齋; bính âm: Liao Zhai) là một bộ phim Trung Quốc được hãng phim truyền hình Thượng Hải Đường nhân sản xuất năm 2005. Bộ phim được trình chiếu lần đầu tiên vào đầu năm 2005. Bộ phim được chuyển thể từ 6 câu chuyện là: Tiểu Thiện, Tiểu Thúy, A Bảo, Họa Bì, Lục Phán, Tiểu Tạ và Thu Dung trong tác phẩm Liêu trai chí dị của nhà văn Bồ Tùng Linh . Phần tiếp theo của phim, Liêu Trai kỳ nữ, đã được phát sóng vào năm 2007.

## Nội dung

### A Bảo
Tôn Tử Sở là một bác sĩ thú y vô tình gặp mặt và đem lòng yêu tiểu thư A Bảo. Do vẻ đẹp của cô, Tôn Tử Sở bị mất hồn, may mắn được Lục đạo trưởng giúp đỡ. Sau đó cả hai có dịp gặp lại và yêu nhau.
Sài Thiếu An, một công tử giàu có kiêu căng, người trước đó bị A Bảo từ chối lời cầu hôn đem lòng ghen tức trước tình yêu của họ. Nhũ nương  của anh ta là một người am hiểu Mao Sơn chi thuật đã gieo lời nguyền khiến mỗi sánh A Bảo lại quên kí ức của ngày hôm qua.
Dù mỗi ngày A Bảo đều quên mình, Tử Sở vẫn không bỏ cuộc mà tiếp tục hằng ngày làm quen với cô. Tôn Tử Sở một lần nữa nhờ đến sự giúp đỡ của Lục đạo trưởng. Để giải thuật cho A Bảo, Lục đạo trưởng đã mất mạng.
Tuy nhiên, cha của A Bảo không chấp nhận mối tình này.
Nhũ nương của Thiếu An một lần nữa dùng Mao Sơn chi thuật để nguyền rủa Tôn Từ Sở đến chết. A Bảo sau đó tự tử để đi theo Tử Sở.
Lục đạo trưởng bây giờ đã là Lục phán quan, một lần nữa giúp đỡ để họ sống lại. Lần này, cuộc tình của cả hai đã được ủng hộ.
Nhũ nương của Sài Thiếu An bắt cóc A Bảo trong lễ cưới và ép cô thành hôn với Sài Thiếu An. Cảm nhận được sự độc ác của nhũ nương cộng với sự khuyên nhủ của A Bảo, Sài Thiếu An đã quay đầu làm người tốt. Nhũ nương của anh ta chết và bị đày xuống địa ngục. Sài Thiếu An vào tù, nhưng anh ta được tha thứ và làm bạn với Tử Sở, A Bảo.

### Lục Phán
Câu chuyện bắt nguồn từ vụ cá cược giữa Lục Phán và Tư Đồ Phán xem một người ngốc trở nên thông minh sẽ tốt hơn hay ác độc hơn.
Bạch Dương là con của một thầy thuốc  bị xử tội vì bị lừa bán thuốc giả. Anh và tiểu thư nhà họ Trương, Trương Tiểu Mạn có hôn ước với nhau, nhưng do cách biệt giàu nghèo nên bị ngăn cấm. Bạch Dương xin được công việc trợ giúp Hùng tú tài, nhưng do ông nói xấu cha của anh nên xảy ra gây gổ.
Tối đó, Hùng tú tài bị ngã chết, Lục Phán Quan lấy tuệ tâm của ông để thay cho một chàng ngốc là Chu Nhĩ Đán. Bạch Dương bị nghi oan, Lục Phán đã ra lệnh cho Chu Nhĩ Đán giúp Bạch Dương rửa oan.
Chu Nhĩ Đán từ khi thông minh thì lộ ra bản chất tham lam và háo sắc. Hắn kiếm tiền bất chính và để ý đến Trương Tiểu Mạn dù đã có nương tử.
Một hôm, Tiểu Mạn hẹn Bạch Dương bí mất gặp gỡ nhưng bị ác tặc tìm cách xâm hại, cô chốnh cự và bị giết chết. Chu Nhĩ Đán trước đó đã theo dõi cô và thấy mọi chuyện. Hắn đem chuyện đổi tuệ tâm để uy hiếp Lục Phán phải đổi đầu Tiểu Mạn với nương tử của mình. Sau đó hắn về nhà nói dối rằng Bồ Tát đã giúp vợ hắn trở thành mĩ nhân.
Bạch Dương một lần nữa bị nghi oan nhưng một mực không nhận tội nên được thả ra.
Nương tử của Chu Nhĩ Đán và Bạch Dương vô tình gặp nhau, anh biết được câu chuyện đổi đầu và kiện lên quan nhưng đã bị Lục Phán tìm cách che giấu.
Nương tử và cha của Chu Nhĩ Đán biết được sự thật, cô muốn rời đi nhưng lại đang mang thai.
Bạch Dương sau khi được thả liền tìm cách tự tử để gặp Diêm Vương nhưng không thành. Nhờ sự trợ giúp của một vị đạo trưởng mà trước đó được anh giúp đỡ mà Bạch Dương đã xuống được âm phủ.
Tại đây, Bạch Dương biết được bị đạo trưởng kia chính là Đông Nhạc Đại Đế. Ông đã giúp Bạch Dương và Tiểu Mạn sống lại, hạnh phúc với nhau suốt đời. Còn về phần Chu Nhĩ Đán, con trai của hắn là do Lục Phán đầu thai thành làm một đứa con bất hiếu, hắn sống cuộc sống khốn khổ đến già.

### Hoạ Bì
Hàn lâm học sĩ Vương An Húc có tài năng vẽ tranh nổi tiếng ở kinh thành. Một ngày, biểu ca của Trần Sở Tuệ, vợ Vương An Húc, Sở Đạt Minh mang về một tấm giấy làm từ da người và yêu cầu Vương An Húc vẽ cho mình một bức họa mĩ nhân.
Sở Đạt Minh say mê nữ nhân trong tranh, buổi tối lại thấy nữ nhân từ trong tranh bước ra, sáng hôm sau thì chỉ còn một tờ giấy trắng.
Vương An Húc được Sử Đạt Minh rủ đi xem hát. Lúc đó, Vương An Húc gặp một cô gái rất giống với trong bức tranh đã vẽ. Cô gái kể rằng do nhà nghèo nên phải bán thân vào gánh hát, hiện tại ông chủ muốn bán cô cho một nhà giàu có nên phải bỏ trốn. Vương An Húc giấu cô vào ngôi nhà dùng để vẽ tranh của mình, giữ cô làm tình nhân bí mật.
Thật ra cô gái đó là hồn ma của vợ cũ Vương An Húc, Mai Tam Nương. Khi xưa, để có thể kết hôn với tiểu thư giàu có Trần Sở Tuệ, hắn đã thiêu chết cô.
Bằng tài ăn nói ngon ngọt của mình, Vương An Húc đã khiến Mai Tam Nương tha thứ và yêu hắn lần nữa.
Công chúa Minh Hạ, biểu muội của Trần Sở Tuệ chuẩn bị gả đi lấy chồng xa nên Sử Phi quyết định hướng Phật và lệnh cho Vương An Húc họa một bức Quan Âm Bồ Tát. Lấy cớ đó, Vương An Húc dành thời gian ở bên Mai Tam Nương nhiều hơn.
Nhờ gặp gỡ Trương đạo trưởng, Vương An Húc biết được mình bị ma theo đuổi và được cho hai tấm bùa để phòng thân. Trần Sở Tuệ lên thăm Vương An Húc thì Mai Tam Nương nỗi cơn tức giận khi nhớ tới việc Vương An Húc đã làm. Cô tới giết Trần Sở Tuệ nhưng nhờ Vương An Húc và lá bùa của đạo trưởng mà Mai Tam Nương bị đuổi đi.
Mai Tam Nương lần nữa trở lại để giết Vương An Húc. Bằng miệng lưỡi của mình, hắn thuyết phục Mai Tam Nương tin rằng mình vẫn yêu cô. Cả hai lại sống nên nhau tại ngôi nhà vẽ trạn.
Trần Sở Tuệ nhờ sự giúp đỡ của Trương đạo trưởng và bí mật báo cho Vương An Húc. Hắn trấn áp được Mai Tam Nương, nhưng thay vì chờ đạo trưởng tới như được dặn, hắn lại châm lửa thiêu cô lần nữa. Sử Đạt Minh lao vào biển lửa hy sinh cứu Mai Tam Nương. Cô truy sát Vương An Húc nhưng bị Trương đạo trưởng ngăn chặn.
Sau này, công chúa Minh Hạ trở về do chồng đã chết. Công chúa gạ gẫm Vương An Húc, thế là hắn đã đút lót cho bà mụ giết vợ để có thể cưới công chúa, còn đứa con mới chào đời thì được giao cho mẹ hắn đang đi tu chăm sóc. Trong ngày cưới của Vương An Húc và công chúa Minh Hạ, hồn ma của Mai Tam Nương và Trần Sở Tuệ hiện về đòi mạng.

### Tiểu Tạ Và Thu Dung
Đào Vọng Tam, một thư sinh nghèo lên kinh ứng thí cùng người sư đệ đồng môn. Sau đó anh được tiết lộ người sư đệ đó là gái giả trai tên Thiên Thiên, con của một thị lang trong triều. Để có được vinh hoa phú quý, Đạo Vọng Tam quyết tâm lấy được Thiên Thiên làm vợ.
Gia đình thị lang có một biệt viện bị ma ám, họ mời một đạo sĩ họ Điền tới trừ ma. Nhưng do Điền đạo sĩ chỉ là kẻ lừa đảo nên bị dọa bỏ chạy. Do đã có quen biết Đào Vọng Tam từ trước, Điền đạo sĩ mời anh cùng hắn tới biệt viện cùng lấy lại đồ bỏ quên. Tại đây, một hồn ma tên Tiểu Tạ gặp và yêu Đào Vọng Tam.
Do thị lang không thích Đào Vọng Tam nên khi anh xin ở nhờ, ông đã sắp xếp cho anh ở biệt viện bị ma ám. Tại đây, anh gặp nhóm hồn ma do Thu Dung đứng đầu và kết bạn với họ. Trong thời gian này, anh phát hiện một bức tranh do tổ tiên của thị lang vẽ Thu Dung.
Buổi kén rể cho Thiên Thiên có sự tham gia của văn võ trạng nguyên và Đào Vọng Tam, cảm thấy không thể thắng được, anh nhờ sự giúp đỡ của nhóm Tiểu Tạ và Thu Dung và đánh bại các đối thủ.
Trong một lần bị đám giang hồ có xích mích đuổi đánh, thị lang đã từ chối giúp anh, Thiên Thiên do sọe cha nên cũng làm ngơ. Tiểu Tạ tìm được Đào Vọng Tam bị thương nặng và đưa về biệt viện và gọi Điền đạo sĩ tới chữa trị.
Đào Vọng Tam và Thu Dung tới nhà của thị lang. Anh tới để nói lời chia tay Thiên Thiên, chính thức quen Tiểu Tạ. Còn Thu Dung, cô tới để tìm hiểu về cái chết của mình. Thu Dung nhập vào xác của một tì nữ và tới bàn thờ tổ tiên thì nhớ ra mọi việc. Cô từng là tì nữ và cặp kè với thiếu gia nhà này trong quá khứ, do cô có thai mà do cách biệt địa vị nên họ không thể cưới nhau. Thu Dung và thiếu gia chọn cách cùng chết nhưng cuối cùng chỉ có mỗi cô uống thuốc độc.
Thiên Thiên bực tức kể lại cho cha nghe về việc Đào Vọng Tam chia tay mình. Đã có ác cảm từ trước, thị lang lập mưu hãm hại vu cáo cho Đào Vọng Tam độc chết tì nữ trong nhà.
Điền đạo sĩ dựa vào sách của cha và ông nội, thực hiện phép hoàn hồn, hy sinh mạng sống của Thiên Thiên để cho tì nữ sống lại nói ra sự thật. Con gái đã chết, mọi chuyện bị phanh phui, thị lang treo cổ tự tử.
Việc làm của Điền đạo trưởng đã làm kinh động đến Hắc Phán, ông ta tới để bắt các oan hồn trở về âm giới. Tiểu Tạ và Thu Dung may mắn trốn thoát được lần truy bắt đầu tiên. Sau đó Điền đạo sĩ đã vẽ hai lá bùa để họ có thể nhập xác. Không may, Đào Vọng Tam làm rách một lá bùa. Thu Dung quyết định để mặt trời thiêu đốt, nhường lá bùa cho Tiểu Tạ.
Tiểu Tạ nhập vào xác Thiên Thiên, sau đó lấy Đào Vọng Tam và sống hạnh phúc.

### Tiểu Thúy
Vương Nguyên Trí là một đại quan trong triều đình, ông có một nỗi khổ tâm lớn về đứa con vương Nguyên Phong dù đã lớn nhưng luôn khờ khạo, không thể lấy vợ.
Nhiều năm về trước, Vương Nguyên Trí có cứu một con linh hồ và được nó hứa sẽ trả ơn. Ông đến cầu xin cho Nguyên Phong thông minh nhưng linh hồ không làm được. Thay vào đó bà gả con gái mình là Tiểu Thúy cho nhà họ Vương.
Xà Tinh, một yêu quái rắn muốn lấy được Dạ Minh Châu, bảo vật mà Hồ Tinh đã lấy trộm của thiên đình nên luôn tìm cách hãm hại Hồ Tinh và Tiểu Thúy. Nhờ sự giúp đỡ của một viên quan họ Hoàng, Xà Tinh trở thành quý phi, đồng thời phong chức cho Hoàng Thừa Tướng.
Một lần, Tiểu Thúy bị trúng độc của Xà Tinh, Nguyên Phong đã đưa cô đến Thúy Trúc Lâm để mẹ cô chữa trị. Từ đó, cô từ cuộc hôn nhân theo ý mẹ đã trở thành tình yêu thực sự. Vì muốn Nguyên Phong thông minh hơn, cô đã trúng bẫy của Xà Tinh. Sau khi thông minh, Vương Nguyên Phong trở nên độc ác và vô cùng nghe lời Xà Tinh.
Hoàng Thừa Tướng nhận thấy sự nguy hiểm của Xà Tinh nên lập mưu hại ả nhưng bất thành. Xà Tinh ra lệnh cho Nguyên Phong giết con trai ông trong kì thi Võ Trạng Nguyên khiến ông càng ôm hận.
Để lấy được Dạ Minh Châu, Xà Tinh lừa nhà vua ăn thịt linh hồ để trường sinh bất lão. Vương Nguyên Phong dẫn quân bắt tất cả hồ ly trên núi, kể cả Hồ Tinh. Riêng Tiểu Thúy được anh tha mạng. Để cứu mẹ mình, cô đã dùng Dạ Minh Châu để trao đổi với Xà Tinh. Ả ra lệnh cho Nguyên Phong giết hai mẹ con nhưng anh kháng lệnh, kết quả là bị trúng độc.
Hoàng Thừa Tướng tiết lộ với vua việ Xà Phi là yêu quái, cho lính vây bắt, kết quả là ông bị cắn chết. Xà Tinh chạy trốn thì lại gặp mẹ con Tiểu Thúy. Họ trao đổi với Xà Tinh để mượn lại Dạ Minh Châu, ngược lại thì dạy ả cách sử dụng.
Sau khi cứu được Nguyên Phong, lôi thần tới để bắt hết tất cả về thiên đình. Vương Nguyên Phong ngốc nghếch trở lại, cuối phim Tiểu Thúy được trở lại với nhà họ Vương.

### Tiểu Thiện
Ninh Thái Thần là chàng thư sinh hiền lành đi đưa thư đến Lan Nhược Tự, gặp yêu quái nhưng nhờ Yến Xích Hà cứu thoát nạn, gặp Tiểu Thiên xinh đẹp. Tiểu tình là hồ li có trái tim lương thiện và bị sự khống chế của Ma mẫu nên định giết Thái Thần. Sau đó nàng có cảm tình với chàng thư sinh. Nhưng mối tình gặp nhiều trắc trở bởi thân phận nàng và bởi lời nguyền: nếu yêu bất kì ai sẽ hồn bay phách tán...

## Diễn viên

### Tiểu Thiện (小倩)
- Hồ Ca vai Ninh Thái Thần
- Dương Mịch vai Nhiếp Tiểu Thiện
- Các Dân Huy vai Yên Xích Hà
- Dương Mẫn Na vai Quy Lão

### Lục Phán (陸判)
- Lý Lập Quần vai Lục Phán
- Huỳnh Hiểu Minh vai Bạch Dương
- Hồ Khả vai Vương Tiểu Mạn
- Vương Lộc Giang vai Chu Nhĩ Đán
- Mai Tiểu Huệ vai Kha Thiếu Dung

### Họa Bì (畫皮)
- Giang Hoa vai Vương An Húc
- Phan Nghi Quân vai Trần Sở Tuệ
- Tăng Lê vai Mai Tam Nương
- La Lan vai Vương Đại Nương

### Tiểu Thúy (小翠)
- Lý Băng Băng vai Tiểu Thúy
- Lâm Chí Dĩnh vai Vương Nguyên Phong
- Tưởng Hân vai Xà Tinh

### A Bảo (阿寶)
- Dương Thừa Lâm vai A Bảo
- Viên Hoằng vai Tôn Tử Sở
- Trương Đạt Minh vai Sài Thiếu An
- Trịnh Phối Phối vai Miêu bà bà

### Tiểu Tạ và Thu Dung (小謝與秋容)
- TAE vai Đào Vọng Tam
- Đường Ninh vai Tiểu Tạ
- Hoắc Tư Yến vai Thu Dung